# جشنواره فیلم پدر سینمای هنری
فستیوال فیلم پدر سینمای هنری (به انگلیسی: Dadasaheb Phalke International Film Festival – DPIFF) قدیمی‌ترین جشنواره سینمایی هند، و یکی از بزرگ‌ترین جشنواره‌های بین‌المللی سینمایی جهان به‌شمار می‌آید.

## دربارهٔ جشنواره
جشنواره بین‌المللی فیلم Dadasaheb Phalke در مورد خلاقیت است، در مورد تلاش برای کمک به مردم در پیدا کردن صدای خود و سرگرم‌کننده آن. این هنر و کارآمدی داستان سرایی را با الهام بخشیدن و دفاع از کار نویسندگان، فیلمسازان و همه هنرمندان که از زبان نوشته شده و بصری برای گفتن یک داستان استفاده می‌کنند، از بین می‌برد. این تنها جشنواره بین‌المللی فیلم مستقل هند است که مأموریت آن جشن سینما و کار فیلمسازان مشتاق، جوان، مستقل و حرفه ای است. این موضوع برای صنعت فیلم هند مهم است، زیرا هدف این است که سینمای سینمای جدید آگاه، سرگرم‌کننده و پیشرفته جوانان و فیلمسازان با تجربه را تشخیص دهد.
این جشنواره دارای بخش‌هایی برای فیلم‌ها، فیلم‌های کوتاه، مستند، انیمیشن‌ها، فیلم‌های موسیقی و فیلم‌های تبلیغاتی است. این جشنواره فیلمسازان را در زمینه تولید، خلاقیت، موسیقی و عملکرد رتبه‌بندی می‌کند. این جشنواره به منظور تقویت جنبش فیلم جوانان در هند و همچنین تبلیغ فیلم‌های تولید شده در هند در سراسر جهان کار خواهد کرد.

## اهداف
هدف از آن گسترش دیدگاه جوانان است که درک آنها را درک عمیق‌تر از فیلم‌های هند که سرگرمی‌های سالم و سالمی را فراهم می‌کنند، گسترش می‌دهد. این به خاطر تلاش‌های طولانی پدر سینمای هند، داعداشبه فالک جی، جشنواره جشن درخشندگی صنعت فیلم هند، که تلاش می‌کند تا پروژه‌های جدید را به رسمیت بشناسد و همچنین به آنها کمک کند تا مخاطبان اصلی را جذب کنند. جشنواره فیلم جشن سال نو را به یاد ماندنی از همکاری برجسته ای که توسط داداعاش فالکجی، پیشگام سینمای هند ساخته شده‌است، جشن می‌گیرد. با شروع اولین فیلمش که نخستین فیلم کامل در هند به‌شمار می‌رود، او در ۱۹ سالگی خود را در زمینهٔ فعالیت خود به ثبت رساند و به درستی عنوان «پدر سینمای هندی»

## بخش‌ها
در بخش‌های چندگانهٔ این فستیوال، مسابقه فیلم کوتاه، تبلیغات، انیمیشن کوتاه، فیلم بلند، کودکان، مستند، و موزیک ویدئو و چشم‌اندازی به گذشته، حدود ۴۰۰ فیلم به نمایش در می‌آیند. رئیس این جشنواره از سال ۲۰۱۷ تا به حال در حال پخش است.